# 48-й саммит G7
48-й саммит «Большой семерки» (G7) — международная встреча на высшем уровне, которая прошла 26-28 июня 2022 года в Замке Эльмау, Баварских Альпах. Страной председателем являлась Германия.

## Участники
Саммит 2022 года стал первым для канцлера Германии Олафа Шольца и премьер-министра Японии Фумио Кисиды.
| Страна           | Представитель        | Должность             |
| Канада           | Джастин Трюдо        | Премьер-министр       |
| Франция          | Эмманюэль Макрон     | Президент             |
| Германия         | Олаф Шольц           | Канцлер               |
| Италия           | Марио Драги          | Премьер-министр       |
| Япония           | Фумио Кисида         | Премьер-министр       |
| Великобритания   | Борис Джонсон        | Премьер-министр       |
| США              | Джо Байден           | Президент             |
| Европейский союз | Урсула фон дер Ляйен | Председатель комиссии |
| Европейский союз | Шарль Мишель         | Председатель совета   |

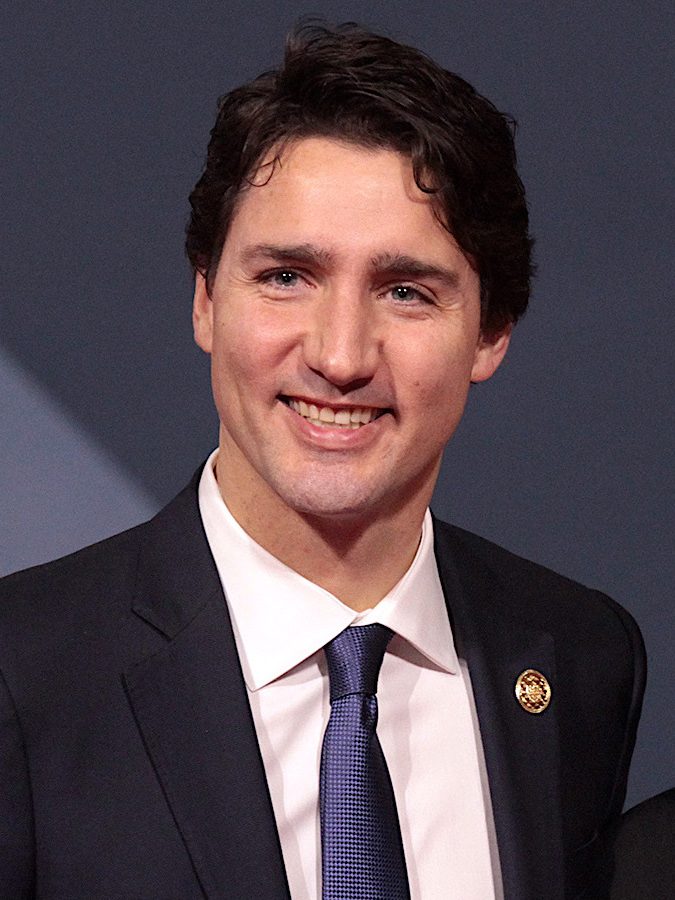
Премьер-министр Канады Джастин Трюдо
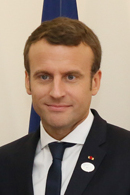
Президент Франции Эмманюэль Макрон
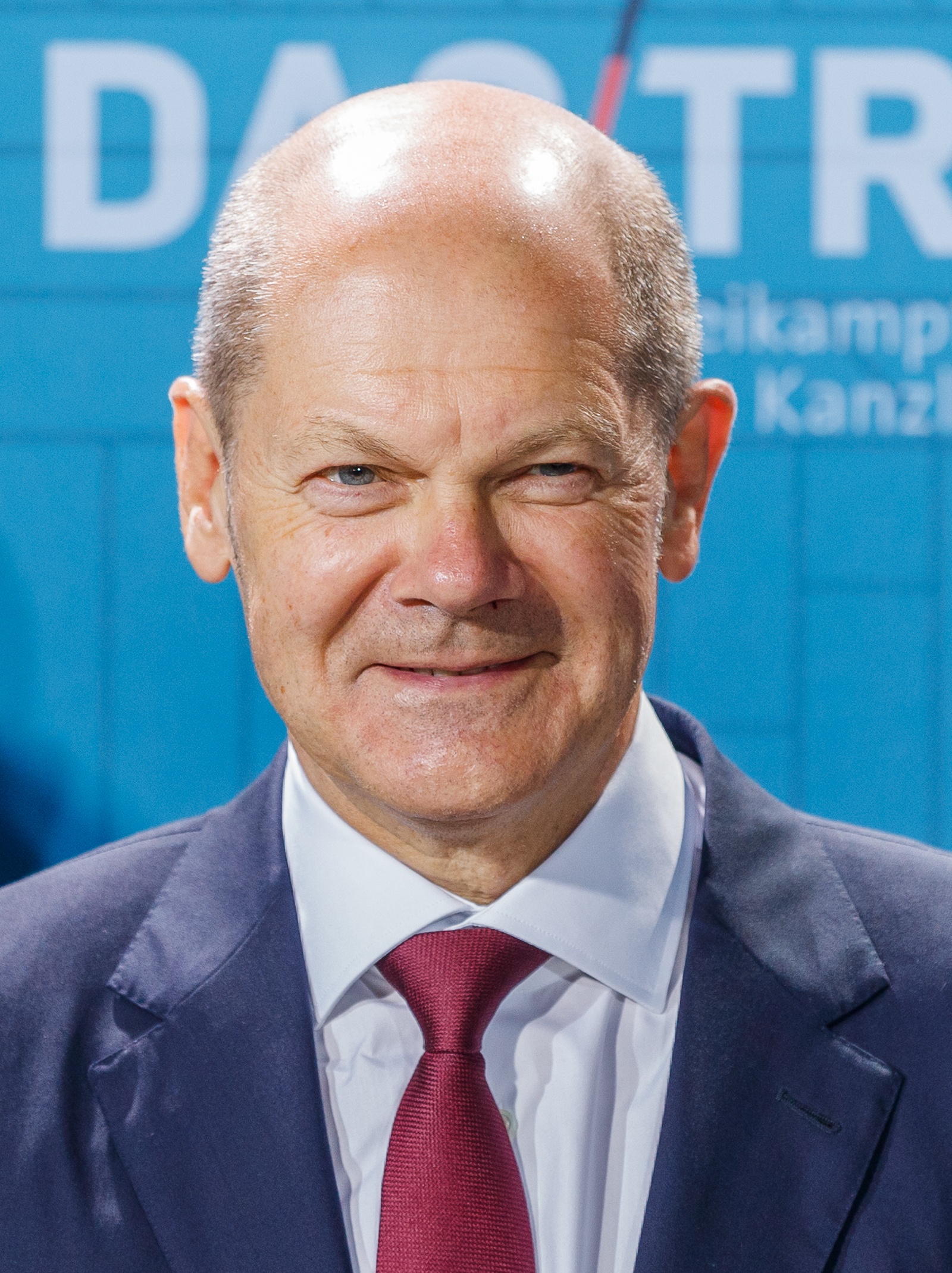
Федеральный канцлер Германии Олаф Шольц
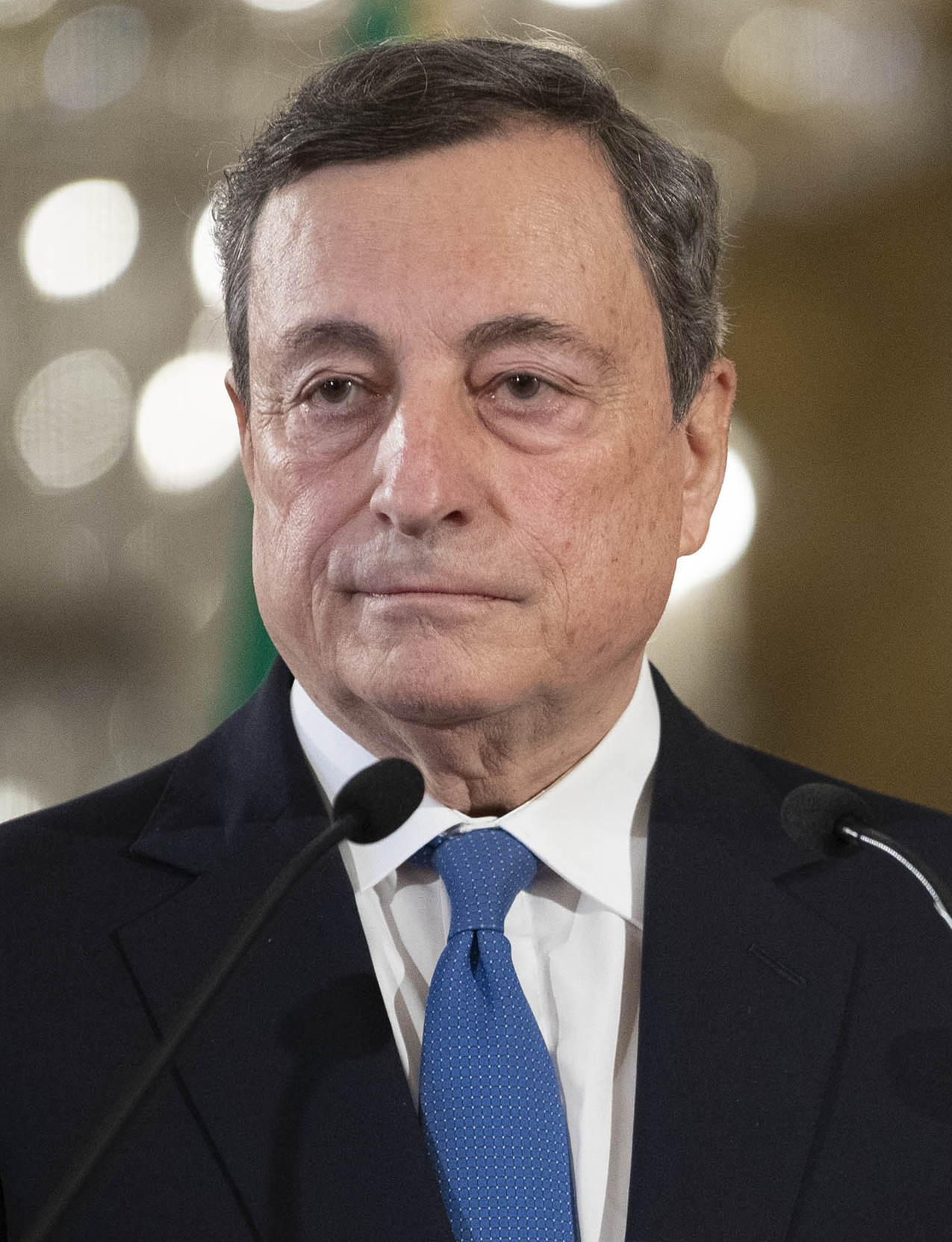
Премьер-министр Италии Марио Драги
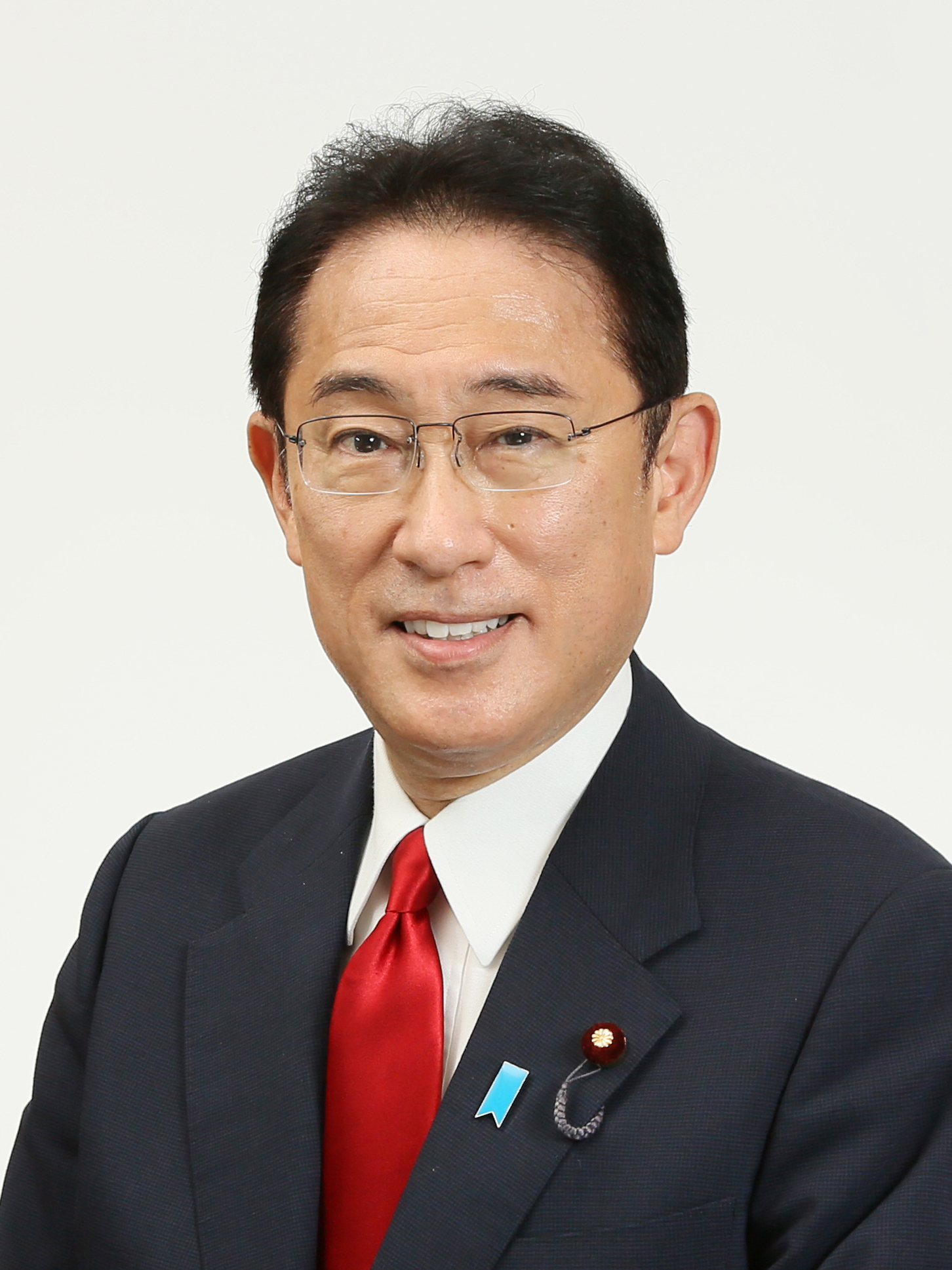
Премьер-министр Японии Фумио Кисида
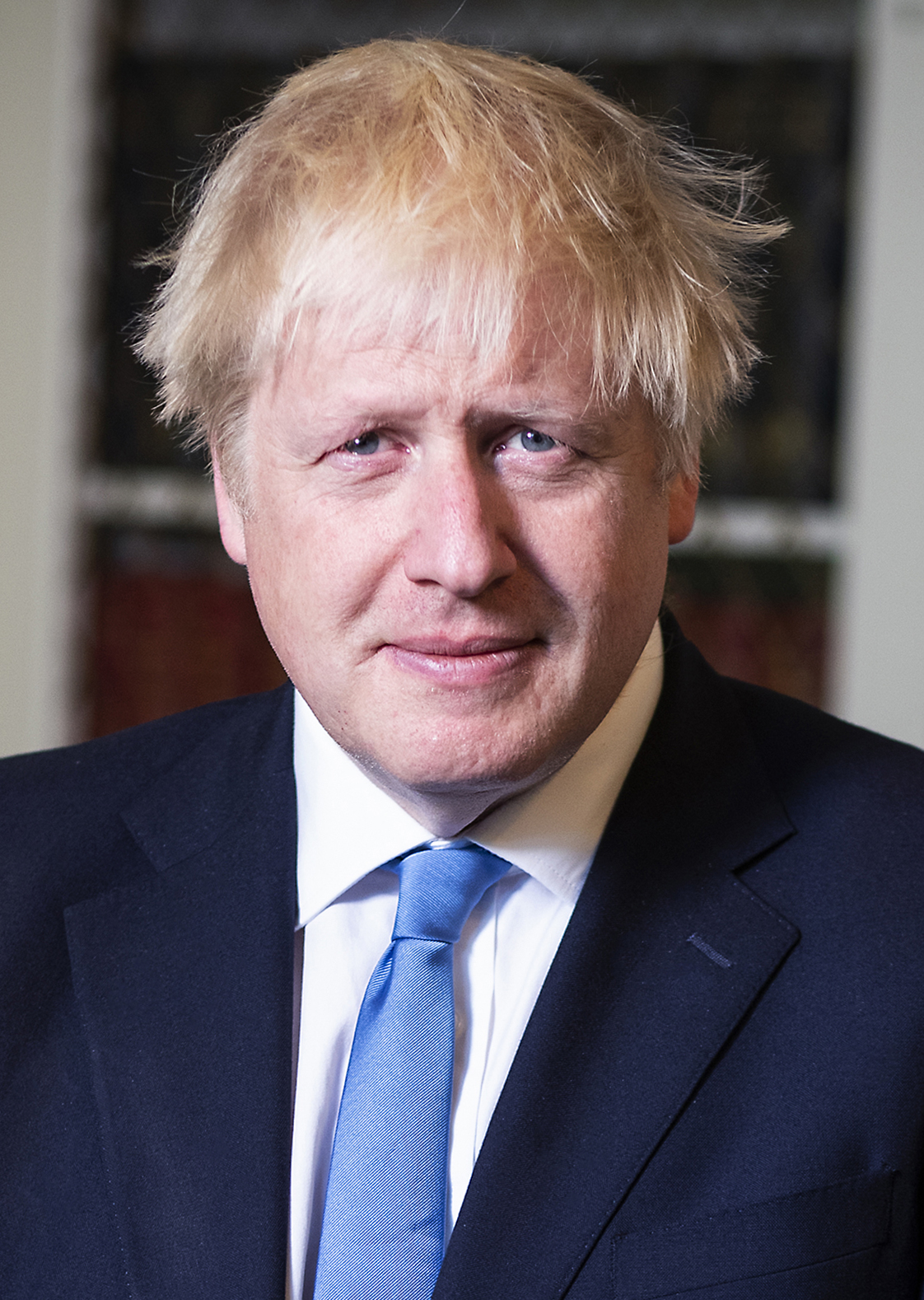
Премьер-министр Великобритании Борис Джонсон
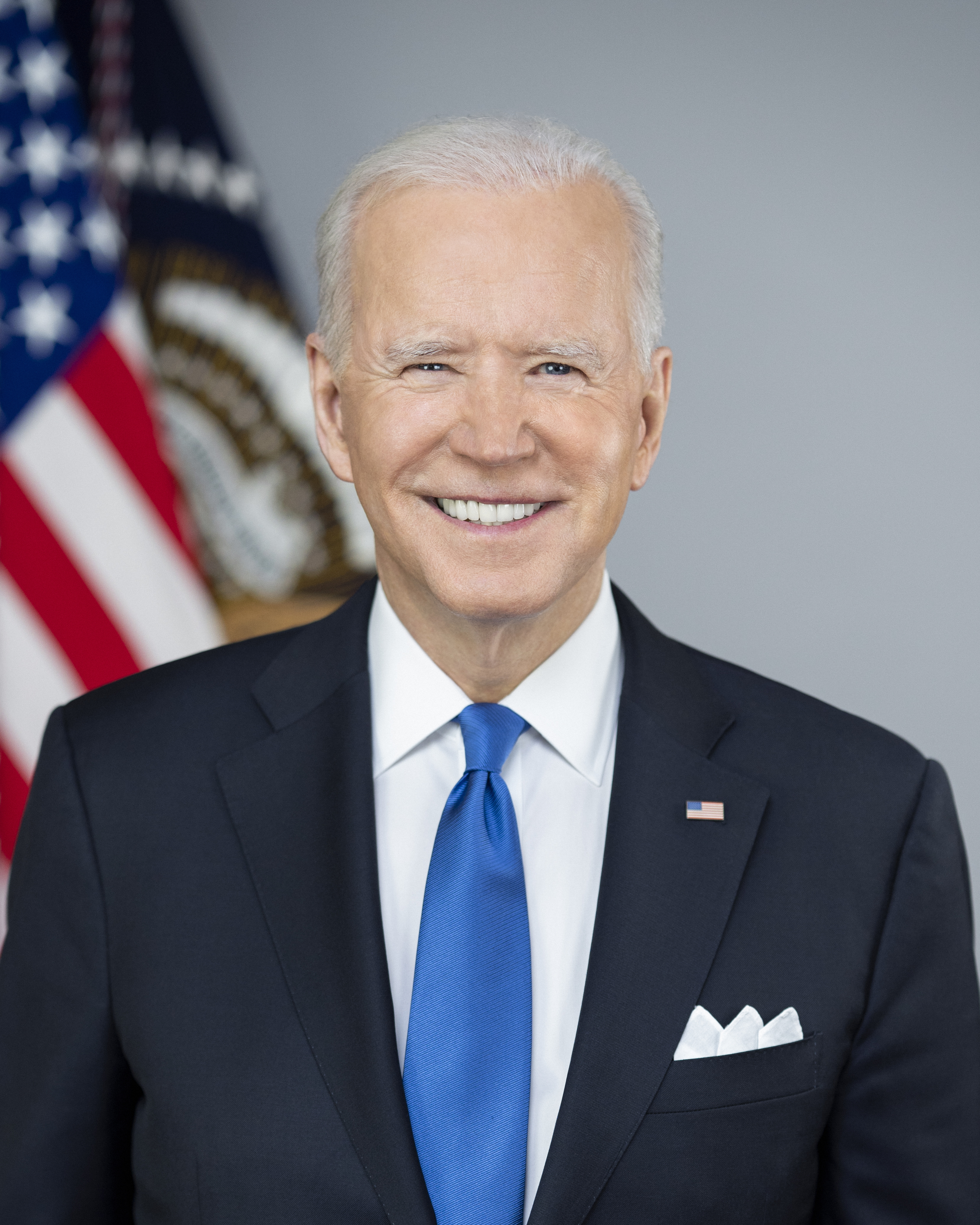
Президент США Джо Байден
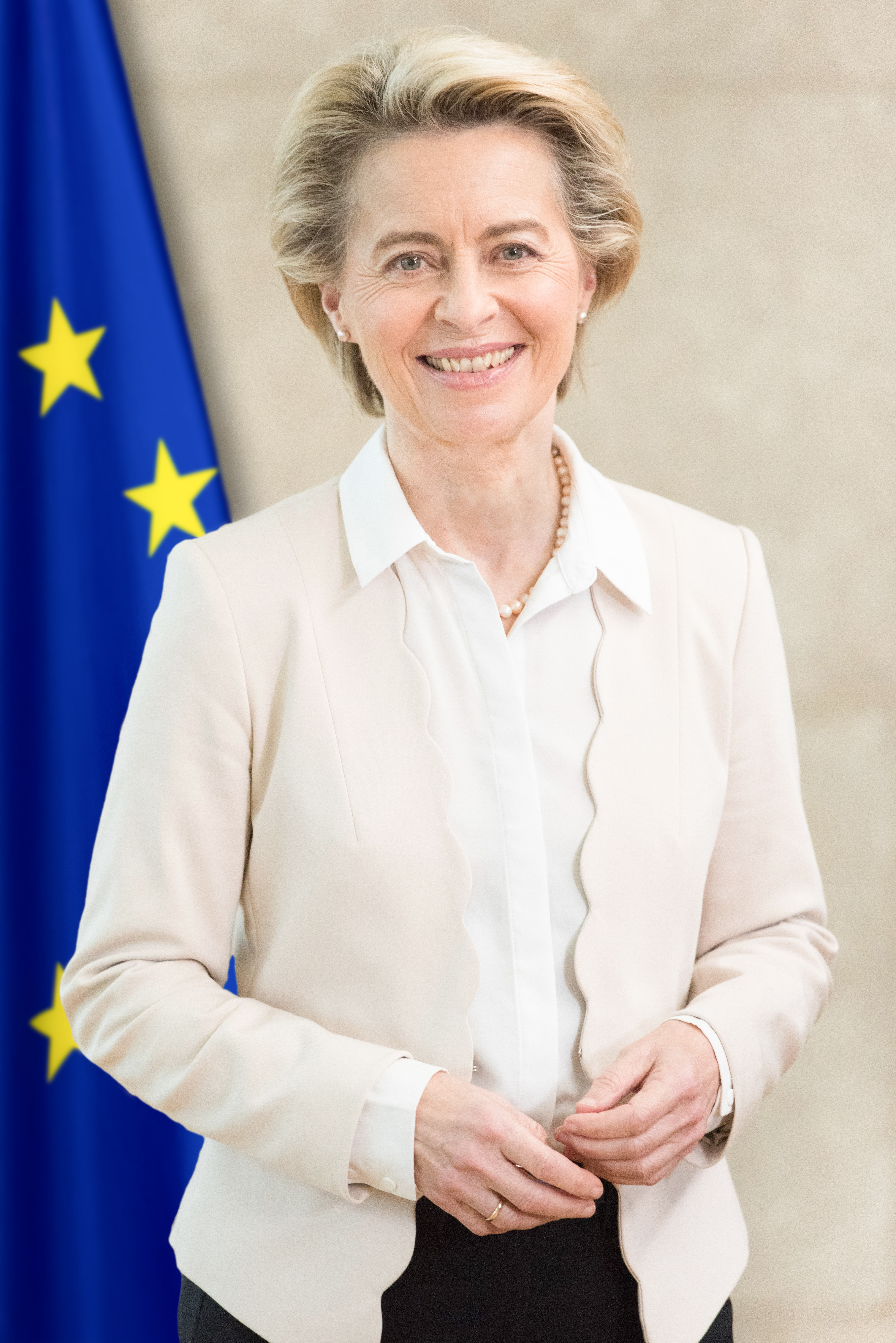
Председатель Европейской комиссии Урсула фон дер Ляйен
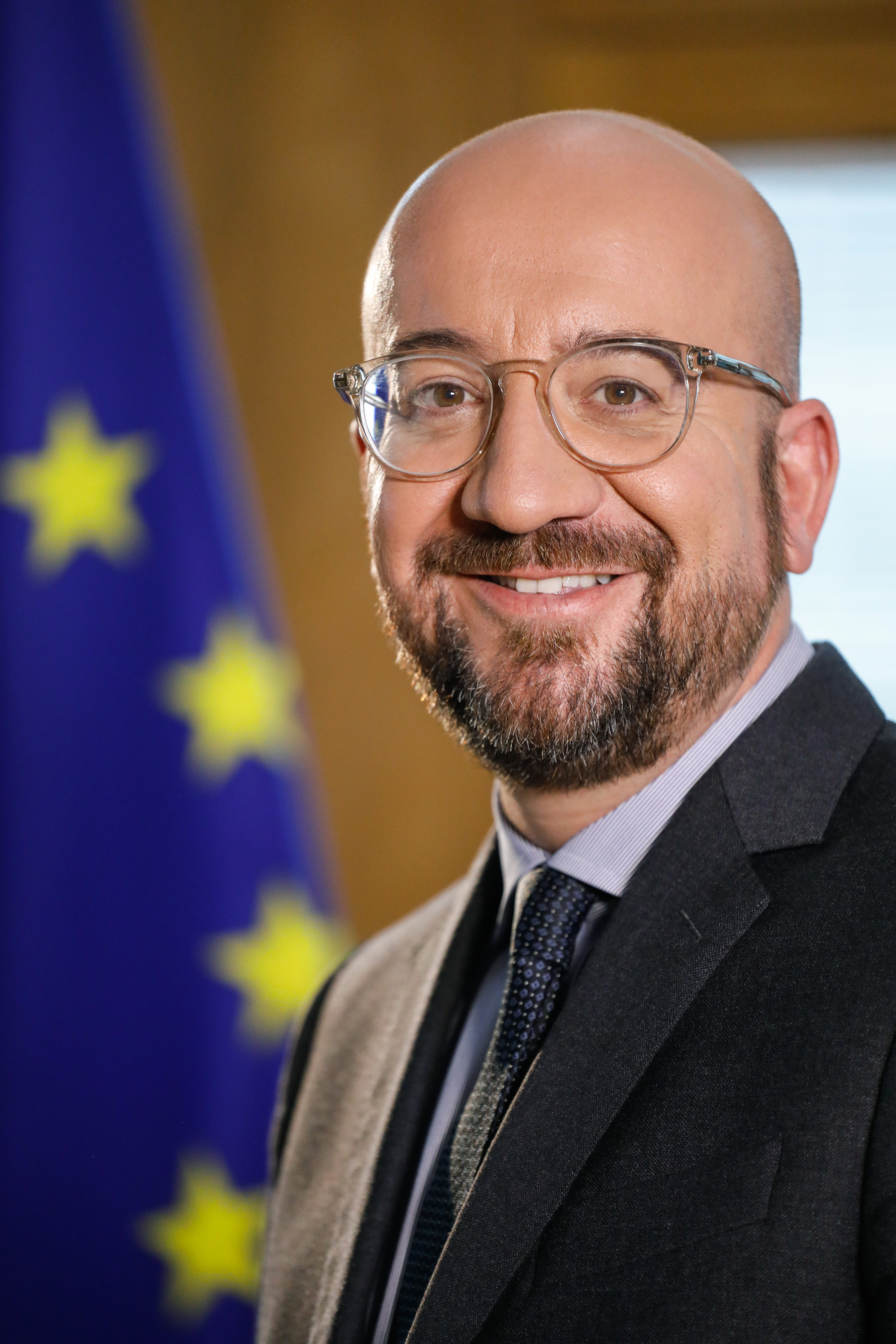
Председатель Европейского совета  Шарль Мишель

## Приглашённые участники
| Страна                      | Представитель      | Должность                             |
| Украина                     | Владимир Зеленский | Президент Украины                     |
| Аргентина                   | Альберто Фернандес | Президент Аргентины                   |
| Южно-Африканская Республика | Сирил Рамафоса     | Президент Южно-Африканской Республики |
| Индия                       | Нарендра Моди      | Премьер-министр Индии                 |
| Индонезия                   | Джоко Видодо       | президент Индонезии                   |
| Сенегал                     | Маки Саль          | президент Сенегала                    |

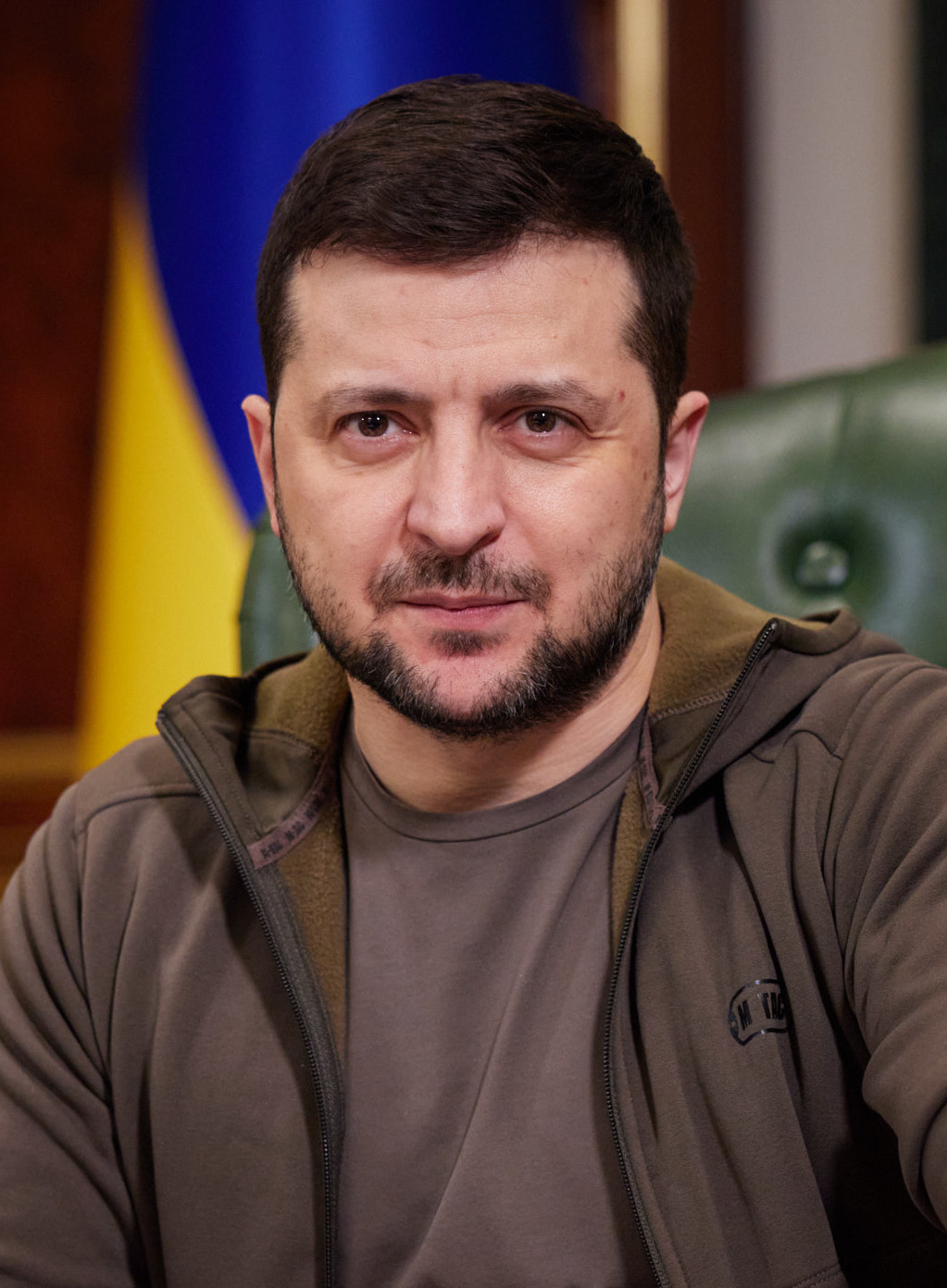
Владимир Зеленский, Президент Украины
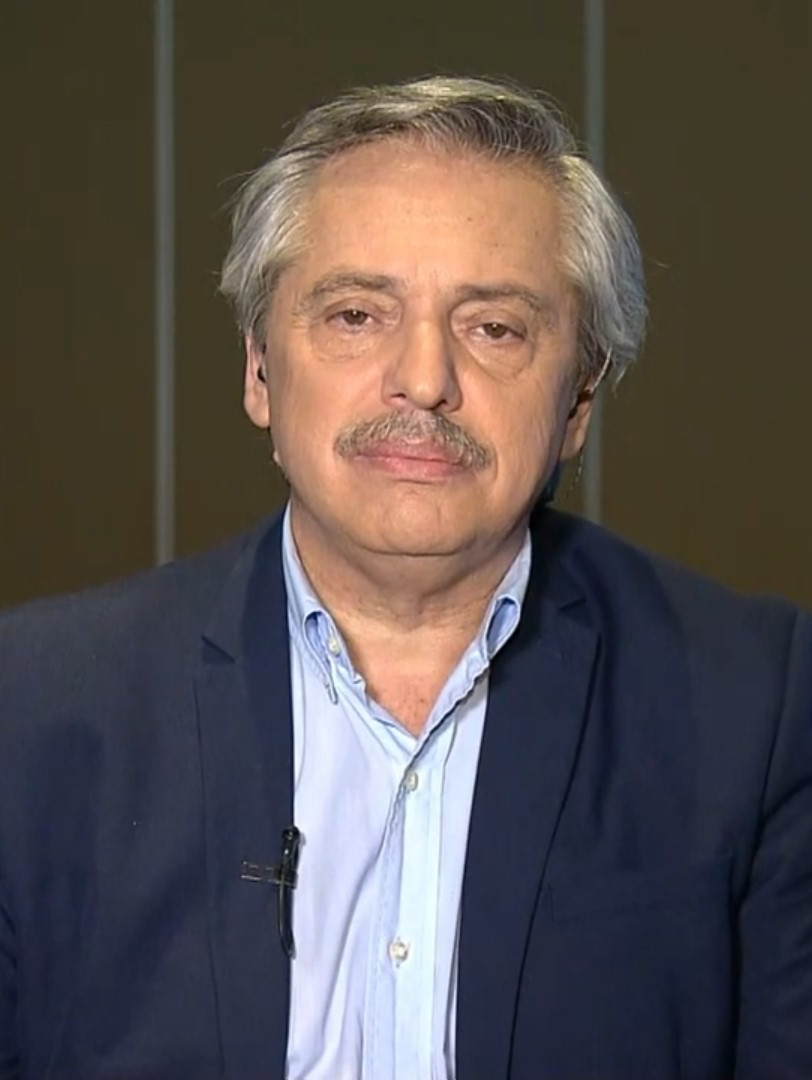
Альберто Фернандес, Президент Аргентины
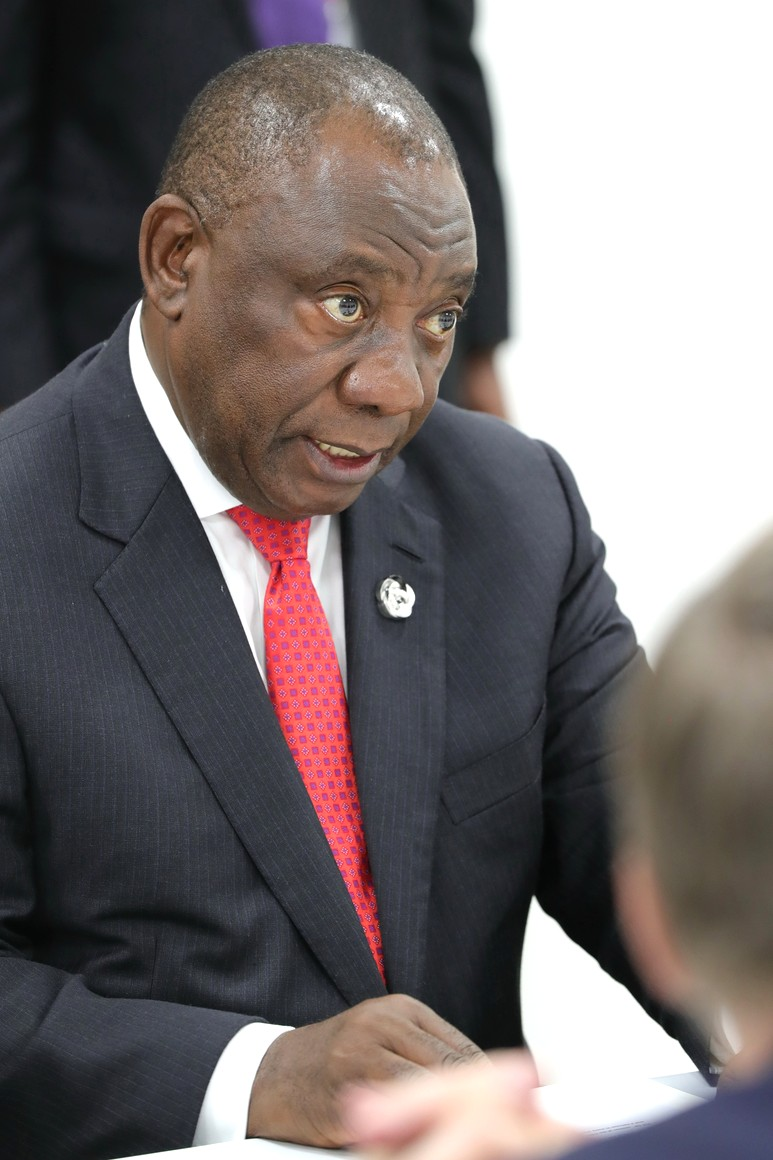
Сирил Рамафоса, Президент Южно-Африканской Республики
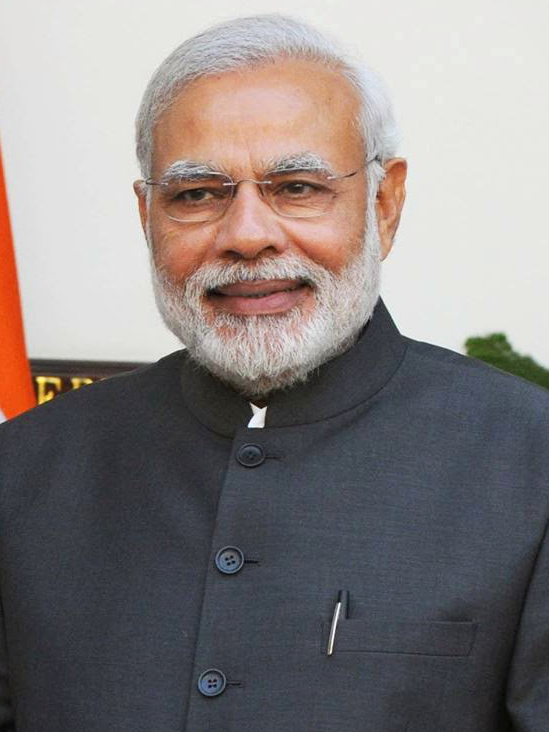
Нарендра Моди, Премьер-министр Индии
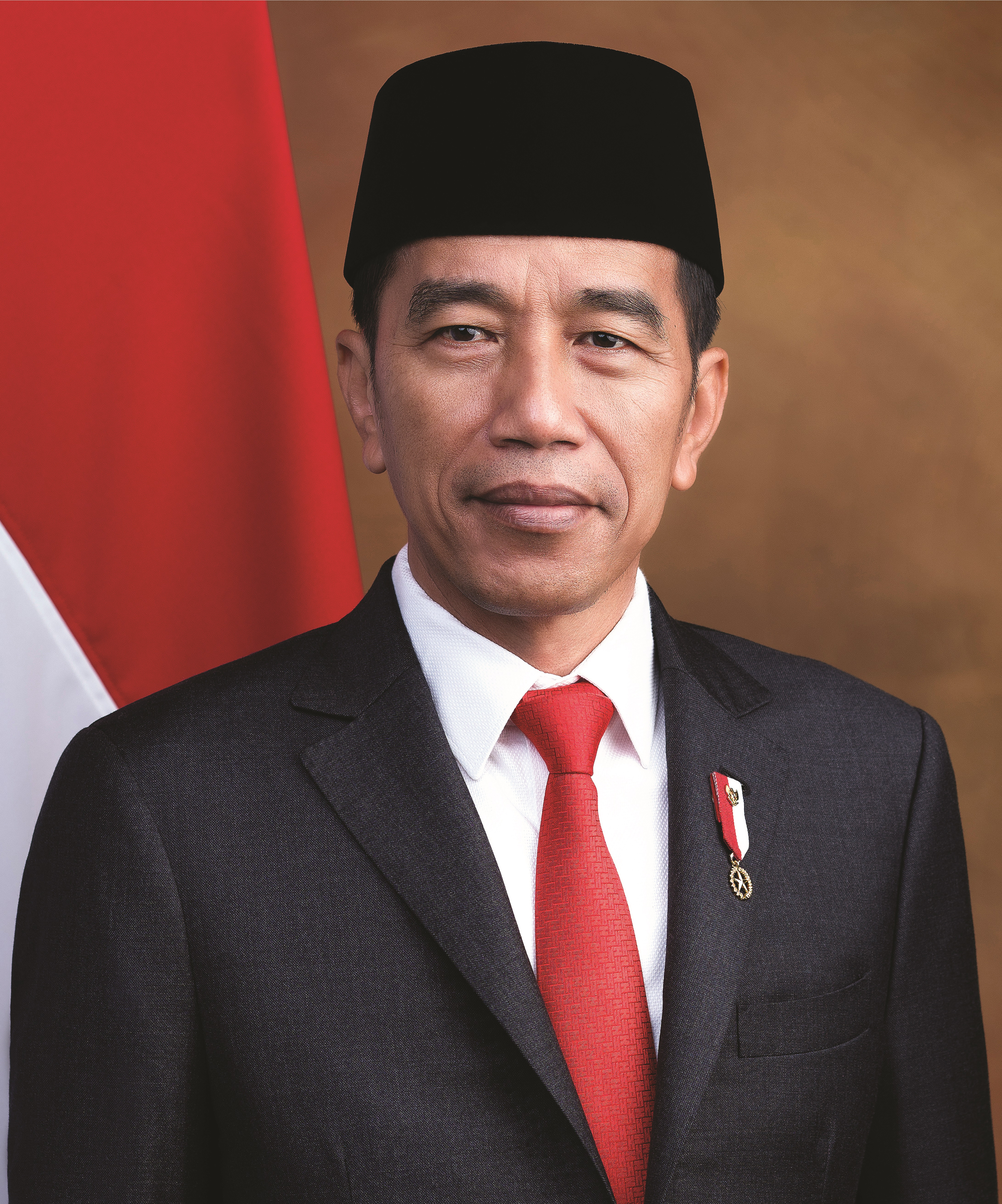
Джоко Видодо, президент Индонезии
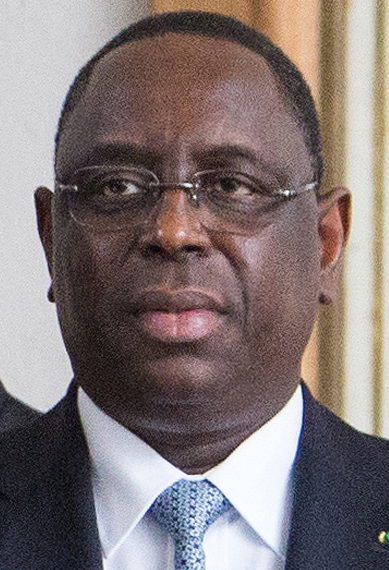
Маки Саль, президент Сенегала

## События, ведущие к саммиту
19 февраля 2022 года состоялась встреча министров иностранных дел стран «Большой семерки» с участием министра иностранных дел Украины Дмитрием Кулебой на котором обсуждалось возможное российское вторжение на Украину.
В марте министры иностранных дел стран участников согласились ввести более жёсткие санкции против России в связи с российской агрессии против Украины и потребовали незамедлительно перестать атаковать атомные электростанции Украины. Канцлер Германии Олаф Шольц в марте пригласил лидеров G7 на внеочередной саммит в Брюссель, Бельгия который состоялся из-за российского вторжения на Украину. Встреча была встроена во внеочередной саммит НАТО. Мировые лидеры предупредили руководство России, если те применят химическое оружие или ядерное оружие, они будут вынуждены ответить.
8 мая 2022 года лидеры обсудили на видеоконференции и выступили с совместным заявлением, в котором говорится, что они будут усиливать экономическую изоляцию России. После виртуальной встречи с президентом Украины Владимиром Зеленским они обязались постепенно отказаться от зависимости от российских энергоресурсов.

## Оценки
Washington Post указал на наличие серьезных внутриполитических проблем у ряда лидеров G7 на фоне саммита. По оценкам издания, премьер-министр Великобритании Борис Джонсон «сильно ослаблен» внутри страны. Поддержка президента США Джо Байдена внутри страны резко упала, его партии грозят большие потери на промежуточных выборах в Конгресс. Президент Франции Эммануэль Макрон одержал победу в своей недавней кампании по переизбранию, но затем быстро потерял контроль над парламентом на фоне исторических успехов ультраправых и сильных результатов левых. Канцлер Германии Олаф Шольц, пытающийся закрепиться после ухода Ангелы Меркель, стал объектом резкой критики в своей стране как вялый лидер. Считается, что затянувшаяся война может стать политической обузой, поскольку она продолжает вызывать повышение цен и нехватку топлива. «Внутренняя политика становится тем сложнее, чем выше политические и экономические издержки и именно на это рассчитывает Путин», — сказала Хизер А. Конли, президент Германского фонда Маршалла.